# اشتارکن‌بورگ
شتارکنبورگ (به آلمانی: Starkenburg) یک شهر در آلمان است که در برنکاستل-ویتلیش واقع شده‌است. شتارکنبورگ ۲۴۳ نفر جمعیت دارد.